# سلکس ئی‌اس
سلکس ئی‌اس (انگلیسی: Selex ES) شرکت هوافضای ایتالیایی است، که در سال ۲۰۱۳ تأسیس شد.